# Lago Dapao
El Parque nacional del Lago Dapao es un área protegida en torno al un lago de aguas profundas situado en la provincia de Lanao del Sur, al suroeste del lago Lanao, en la isla meridional de Mindanao, en Filipinas. Es uno de los lagos más profundos en el país, alcanzando una profundidad máxima de 120 metros. Cuenta con una superficie estimada de 1011 hectáreas (10,11 kilómetros cuadrados). El lago recibe las aguas de los pequeños ríos locales de escorrentía.
En 1965 el lago y sus alrededores fueron declarados como un parque nacional protegido en virtud de Ley de la República 4190, que abarca una superficie de unos 1500 kilómetros cuadrados.